# Corinna Dahlgrün
Corinna Dahlgrün (* 12. Juli 1957 in  Hamburg) ist eine deutsche evangelische Theologin. Sie ist die Nichte des Politikers Rolf Dahlgrün.

## Biographie
Corinna Dahlgrün studierte Germanistik mit dem Schwerpunkt Mittelalter sowie Evangelische Theologie in Hamburg. Nach dem 1. Theologischen Examen (1986) nahm sie Lehraufträge an den Universitäten Hamburg und Kiel wahr. In Kiel arbeitete sie als wissenschaftliche Assistentin von Joachim Scharfenberg. 1991 promovierte sie mit einer kirchengeschichtlich-mediävistischen Arbeit über Hartmann von Aue. 1990–1992 absolvierte Dahlgrün ein Vikariat in der Kirchengemeinde St. Johannis in Hamburg-Harvestehude, das sie mit dem 2. Theologischen Examen abschloss. Anschließend war sie Pastorin an St. Gertrud im Hamburger Stadtteil Hamburg-Uhlenhorst. 1995 wechselte Dahlgrün als Hochschulassistentin für Praktische Theologie bei Manfred Josuttis an die Universität Göttingen, wo sie sich 2000 mit einer Arbeit über eschatologische Predigt habilitierte. Anschließend war Dahlgrün Professorin für Praktische Theologie an der Kirchlichen Hochschule Bethel. Seit 2005 hat sie den Lehrstuhl für praktische Theologie an der Friedrich-Schiller-Universität Jena inne.

## Forschung
Zu den Schwerpunkten von Dahlgrüns wissenschaftlicher Arbeit zählen Fragen der Liturgik und der Spiritualität. Dabei beschäftigt sie sich unter anderem mit der geistlichen Dimension zeitgenössischer avantgardistischer Musik. Gemeinsam mit dem Kirchenmusiker und Komponisten Hans Darmstadt hat Dahlgrün in Kassel zwischen 1998 und 2004 viermal die Interdisziplinären Tage für Neue Musik und Theologie geleitet.

## Werke (Auswahl)
- Hoc fac, et vives (Lk 1028). "Vor allen Dingen minne Got". Theologische Reflexionen eines Laien im "Gregorius" und in "Der arme Heinrich" Hartmanns von Aue. Peter Lang, Frankfurt am Main 1991, ISBN 978-3-631-44036-0.
- Nicht in die Leere falle die Vielfalt irdischen Seins. Von der Notwendigkeit eschatologischer Predigt. Peter Lang, Frankfurt am Main 2001, ISBN 978-3-631-38729-0.